# Georges Zink
Pour les articles homonymes, voir Zink.
Georges Zink, né à Hagenbach le 14 février 1909 et mort à Paris 13e le 30 avril 2003, est un germaniste et poète français.
Professeur à la Sorbonne et titulaire du Oberrheinischer Kulturpreis (de), souvent dénommé le « Minnesänger » alsacien des temps modernes, il a su s'imposer dans la littérature alsacienne comme un poète de référence.

## Biographie
Né de parents cultivateurs le 14 février 1909 à Hagenbach, Émile Georges Zink est le dernier fils d'une famille de sept enfants. 
À sa naissance, l'Alsace est encore rattachée à l'Empire allemand. On y parle donc le dialecte ou l’allemand, mais le français y est inconnu. Ce n'est qu'après la reconquête de l'Alsace par la France durant la Première Guerre mondiale que le français devient la langue d'enseignement. C'est donc vers l’âge de dix ans que Georges Zink commence l'apprentissage de cette nouvelle langue. 
Il suit ses études au collège d’Altkirch jusqu’au baccalauréat, puis il entre en khâgne au lycée Fustel de Coulanges, à Strasbourg. Georges Zink intègre par la suite l'École normale supérieure dans la promotion 1928 où il côtoiera notamment Simone Weil. Tout naturellement, il se tourna vers le département littérature et langage en se spécialisant en allemand. Il y rencontra également sa femme, Marthe Cohn, avec qui il eut trois enfants, dont l'historienne Anne Zink, la mathématicienne Marie-Odile Favaron et le médiéviste Michel Zink, secrétaire perpétuel de l'Académie des inscriptions et belles-lettres et membre de l'Académie française.
Après l’agrégation d'allemand (1932), Georges Zink est nommé professeur au lycée de Troyes, puis au lycée Michelet à Vanves. Quand la guerre survient, il est affecté comme lieutenant interprète à l’état-major du général Juin. Fait prisonnier avec l’ensemble de la division, il est interné à l’Oflag 2D, en Poméranie. Il refuse d’être libéré comme Alsacien, ce qui aurait fait de lui un sujet du Reich et aurait placé sa femme dans un danger immédiat, il le fut cependant sans conditions moins d’un an plus tard. 
En 1948, il soutient la thèse qu’il avait entreprise sur les légendes héroïques de Dietrich (de) et d’Ermrich dans les littératures germaniques. Immédiatement après, dans le courant même de l’année universitaire 1948-1949, il est nommé maître de conférences, à la faculté des lettres de Lyon, ville où il s’installe avec sa famille à l’automne 1949. Il devait rester professeur à l’université de Lyon jusqu’en 1965. 
En 1965, il est nommé à la Sorbonne dans la chaire de Maurice Colleville (1919), auquel il avait déjà succédé à Lyon. Dès 1969 il est nommé président du jury de l’agrégation d’allemand. Au bout de deux ans, il quitte la présidence de ce jury pour siéger à celui du concours de l’École. En 1971, il est fait chevalier de la Légion d’honneur.
En 1973, abattu par la mort de sa femme, il décide de prendre sa retraite universitaire quatre ans plus tard.

## Poésie
Très tôt, Georges Zink avait commencé à écrire des poèmes dans sa langue maternelle, le dialecte alsacien du Sundgau. Il avait alors peu de modèles et peu de prédécesseurs, en dehors de son aîné Nathan Katz, avec lequel il fut plus tard très lié. 
Sa compétence de philologue lui sert alors à inventer des usages graphiques adaptés à cette langue purement orale. Ses poèmes sont des poèmes idylliques ou élégiaques, chantants et limpides, qui évoquent la vie au village, les travaux et les jours, les amours rustiques. Il a quitté l’Alsace à dix-neuf ans pour ne plus jamais y vivre, mais garde en lui, fraîche et intacte, l’image d’une vie campagnarde ancienne et depuis longtemps disparue. Ce monde de son enfance était resté son monde et l’alsacien sa langue. 
Plus tard, les préoccupations religieuses et les inquiétudes touchant le destin du monde devaient prendre une place toujours plus insistante dans sa poésie ; elle se rapproche alors de celle de son compatriote, ami et voisin à Paris Alfred Kastler qui, pour sa part, écrivait en allemand et non en dialecte.
Longtemps il n’imagine pas que ses poèmes pourraient intéresser qui que ce fût. Il se contente de les lire à sa femme ou à quelques amis qui pouvaient les comprendre. C'est tout juste s’il en publie quelques-uns dans des revues locales. Vers la fin des années soixante, l’intérêt pour les cultures régionales s’affirme. Ses poèmes sont publiés en volume, mis en musique et font l’objet de quelques mémoires de maîtrise.

## Œuvres
- Friedrich Hebbel (trad. Georges Zink), Gygès et son anneau, Paris, Éditions Aubier-Montaigne, 1943
- Les Légendes héroïques de Dietrich et d'Ermrich dans les littératures germaniques, Lyon, Durand, 1950
- Georges Zink, Maurice Gravier et Pierre Grappin, Histoire de la littérature allemande, Paris, Éditions Aubier-Montaigne, 1970
- Moisson : Poésies sundgoviennes  (ill. Robert Kuven), Strasbourg, Société alsacienne d'édition et de diffusion d'art, 1978
- (de) Haiet, Arn un Ahmtet : Dichterisches Gesamtwerk in oberelsässicher Mundart, Lahr/Schwarzwald, Verlag Moritz Schauenburg, 1992
- Histoire de quand j'étais petit : Une enfance à Hagenbach, Paris, Le Verger Éditeur, 1995

## Pour approfondir